# Kalisz Pomorski (gmina)
Kalisz Pomorski est une gmina mixte du powiat de Drawsko, Poméranie occidentale, dans le nord-ouest de la Pologne. Son siège est la ville de Kalisz Pomorski, qui se situe environ 29 km au sud de Drawsko Pomorskie et 89 km à l'est de la capitale régionale Szczecin.
La gmina couvre une superficie de 480,53 km2 pour une population de 7 406 habitants en 2016.

## Géographie
Outre la ville de Kalisz Pomorski, la gmina inclut les villages de Biały Zdrój, Borowo, Bralin, Cybowo, Dębsko, Giżyno, Głębokie, Jasnopole, Jaworze, Karwiagać, Krężno, Lipinki, Łowno, Pepłówek, Pniewy, Pomierzyn, Poźrzadło Małe, Poźrzadło Wielkie, Prostynia, Pruszcz, Siekiercze, Sienica, Skotniki, Ślizno, Smugi, Stara Korytnica, Stara Studnica, Suchowo, Tarnice et Wierzchucin.
La gmina borde les gminy de Dobrzany, Drawno, Drawsko Pomorskie, Ińsko, Mirosławiec, Recz, Tuczno, Wierzchowo et Złocieniec.

## Jumelage
- Kaltenkirchen (Allemagne)